# Ken Saro-Wiwa
Kenule Beeson „Ken“ Saro-Wiwa (* 10. Oktober 1941 in Bori; † 10. November 1995 in Port Harcourt) war ein nigerianischer Bürgerrechtler, Schriftsteller und Fernsehproduzent. Er gründete die Movement for the Survival of the Ogoni People (MOSOP) und war Träger des Right Livelihood Award und des Goldman Environmental Prize. Am 31. Oktober 1995 wurde er in einem Schauprozess mit acht weiteren Bürgerrechtlern zum Tode verurteilt und zehn Tage später hingerichtet.

## Leben
Saro-Wiwa entstammte den Ogoni, einem indigenen Volk im Nigerdelta.
Nach dem Abschluss an der Universität von Ibadan war er Universitätsdozent und Regierungsbeamter in Lagos und setzte sich als Bürgerrechtler in seiner Heimat für Umweltschutz und Menschenrechte ein. Er gründete 1989 die Organisation Movement for the Survival of the Ogoni People (MOSOP; „Bewegung für das Überleben des Ogoni-Volkes“). Ziele von MOSOP waren unter anderem die politische und kulturelle Autonomie für die Ogoni, die Sanierung der durch die Erdölförderung geschädigten Gebiete sowie die Beteiligung der Bevölkerung an den Einnahmen aus der Erdölförderung. Diese Ziele sollten ohne den Einsatz jeglicher Gewalt erreicht werden. Zu diesem Zwecke rief MOSOP mehrere Demonstrationen ins Leben, mit teilweise sehr beachtlichen Erfolgen. So stellte beispielsweise der Mineralölkonzern Shell vorübergehend seine Tätigkeiten im Ogoni-Gebiet ein, nachdem MOSOP im Januar 1993 zu einer Demonstration aufrief, an der insgesamt mehr als die Hälfte der Ogoni-Bevölkerung – also etwa 300.000 Menschen – teilnahm. Aufgrund derartiger Aktionen wurde jedoch noch im selben Jahr das Ogoni-Gebiet durch die Regierung von Sani Abacha militärisch besetzt.

## Prozess und Hinrichtung
Saro-Wiwa wurde während seiner Zeit in MOSOP mehrmals durch die nigerianische Militärregierung verhaftet und oft ohne einen Prozess monatelang festgehalten. Im Mai 1994 schließlich wurden er und acht weitere Mitglieder von MOSOP ein weiteres Mal verhaftet, diesmal mit der Begründung, sie hätten Anstiftung zum Mord begangen, infolgedessen vier Mitglieder der Stammesältesten der Ogoni den Tod fanden. Nach über einem Jahr Haft kam es zu einem spektakulären Schauprozess vor einem eigens einberufenen Tribunal. Der Prozess war dermaßen stark inszeniert, dass fast alle Verteidiger ihr Mandat aus Protest niederlegten, was aber zur Folge hatte, dass die Angeklagten sich selbst verteidigen mussten. Im Verlauf des Prozesses wurden von der Anklage viele Zeugen aufgerufen, die die Schuld der Angeklagten bestätigten. Später gaben viele dieser angeblichen Zeugen offen zu, von der nigerianischen Regierung bestochen worden zu sein, damit sie vor dem Tribunal falsch aussagen. Der Prozess gipfelte am 30. Oktober 1995 in der Verurteilung Saro-Wiwas und seiner acht Mitstreiter zum Tode. Von Menschenrechtsorganisationen wurde dieses Urteil stark kritisiert. Während seiner Haft wurden Saro-Wiwa der Right Livelihood Award (1994) sowie der Goldman Environmental Prize (1995) verliehen.
Der Schauprozess erregte internationales Aufsehen, und kaum jemand rechnete damit, dass das Urteil unter den Augen der Weltöffentlichkeit tatsächlich vollstreckt werden würde. Dennoch wurden Saro-Wiwa und die acht übrigen Angeklagten am 10. November 1995 gehängt. Er wurde auf dem Port Harcourt Cemetery bestattet. Die Hinrichtung der Angeklagten löste international heftige Proteste aus. Nigeria wurde mit sofortiger Wirkung aus dem Commonwealth of Nations ausgeschlossen (1999 nach Ende der Herrschaft von Diktator Sani Abacha dann wieder aufgenommen). Mehrere Länder zogen wirtschaftliche Sanktionen in Betracht.
Kritiker warfen der in Nigeria engagierten Royal-Dutch-Shell-Gruppe eine Mitschuld am Tode des Schriftstellers und Ogoni-Führers sowie acht seiner Mitstreiter vor. Außerdem wird dem Unternehmen vorgeworfen, die Umwelt im Niger-Delta verwüstet und die Lebensgrundlagen der dort lebenden Menschen erheblich beeinträchtigt zu haben. Am 9. Juni 2009 verglich sich der Konzern außergerichtlich mit den Hinterbliebenen Ken Saro-Wiwas und der anderen acht Hingerichteten und zahlte 15,5 Millionen US$, um nicht vor einem US-Bezirksgericht wegen Menschenrechtsverletzungen angeklagt zu werden.
Die am Schauprozess beteiligten Richter und Staatsanwälte wurden bis heute nicht für den Justizmord an Ken Saro Wiwa und seiner Mitstreiter zur Verantwortung gezogen.

## Familie
Sein Sohn Ken Wiwa (1968–2016) lebte in Kanada. Er arbeitete als Journalist und schrieb die Biografie In the Shadow of a Saint. Im Oktober 2016 erlag er im Alter von 47 Jahren in London einem Schlaganfall. Seine Tochter Zina Saro-Wiwa (* 1976) ist Fernsehmoderatorin bei der britischen BBC. Die Berliner Compagnie stellte sein Schicksal in dem Theaterstück Ken Saro-Wiwa – Blut für Öl (Uraufführung 1998) dar.

## Werk
Ken Saro-Wiwa schrieb Erzählungen, Theaterstücke, Romane und Vorlagen zu Fernsehserien.
- Sozaboy (1985). ISBN 3-423-12418-0
- Die Sterne dort unten (A forest of flowers, 1986). ISBN 3-423-12334-6
- The Singing Anthill: Ogoni Folk Tales (1991). ISBN 1-870716-15-9
- Flammen der Hölle: Nigeria und Shell; der schmutzige Krieg gegen die Ogoni (A month and a day, 1995). ISBN 3-499-13970-7
- Lemonas Geschichte (Lemona’s tale, 1996). ISBN 3-423-24175-6
- Second Letter to Ogoni Youth, published by Saros Int. Publishers
- The Ogoni Nation Today and Tomorrow, 1968, pub by Ogoni Div. Union
- Ogoni Bill of Rights, Dez. 1991, Foreword
- A Forest of Flowers, Saros Int. Pub. 1986
- A Month and a Day: A Detention Diary, Penguin 1995
- A Shipload of Rice, Saros Int. Pub. 1990
- Adaku and other Stories, Saros Int. Pub. 1989
- Basi and Company: A modern African Folktale, Saros Int. Pub. 1987
- Basi and Company: Four Television Plays, Saros Int. Pub. 1988
- Bride for Mr. B., Saros Int und Saros Nigeria 1993
- Four Farcical Plays, Saros Int. Pub. 1989
- Genocide in Nigeria: The Ogoni Tragedy, Saros Nigeria 1992
- Mr. B. Saros Int. Pub. 1987
- Mr. B. again, Saros Int. Pub. 1989
- Mr. B. goes to Lagos, Saros Int. Pub. 1989
- Mr. B. is Dead, Saros Int. Pub. 1990
- Mr. B.’s Mattress, Saros Int. Pub. 1993
- Nigeria: The Brink of Disaster, Saros Int. Pub. 1991
- On a Darkling Plain: Account of the Nigerian Civil War, Saros Int. + Pub. 1989
- Pita Dumbrok´s Prison, Saros Int. Pub. 1991
- Prisoners of Jebs, Saros Int. Pub. 1988
- Segi finds the Radio, Saros Int. Pub. 1991
- Similia: Essays on Anomic Nigeria, Saros Int. Pub. 1991
- Songs in a Time of War, Saros Nigeria 1985
- Sozaboy: A Novel in rotten English, Saros Nigeria 1985, Longman 1994
- The Singing Anthill: Ogoni Folk Tales, Saros Int. Pub. 1990
- Transistor Radio, Saros Int. Pub. 1989

## Auszeichnungen
- 1994: Right Livelihood Award
- 1995: Bruno-Kreisky-Preis für Verdienste um die Menschenrechte
- 1995: Goldman Environmental Prize